# Chiesa di San Tommaso Apostolo (Caneva)
La chiesa di San Tommaso Apostolo è la parrocchiale di Caneva, in provincia di Pordenone e diocesi di Vittorio Veneto; fa parte della forania Sacilese.

## Storia
La primitiva chiesa di Caneva, che portava ad honorem anche il titolo di pieve, sorgeva sul colle in prossimità del castello ed era dedicata a Santa Lucia. 
Nel XII secolo circa il paese di Caneva diventò parrocchia autonoma, affrancandosi dalla pieve matrice di Cordignano. 
A quanto risulta, nel 1567 il castello e la pieve erano in rovina e gli abitanti dell'originario borgo sul colle si trasferirono a valle, presso l'attuale paese.
La chiesa di San Tommaso di Caneva fu iniziata nel 1822 e portata a termine nel 1831; fu consacrata nel 1855 dal vescovo Manfredo Giovanni Battista Bellati.

## Descrizione

### Interno
All'interno della chiesa è conservato un trittico su tavola raffigurante i Santi Sebastiano, Rocco e Nicolò, realizzato da Francesco da Milano nel 1512.
Si può osservare anche una copia della Santissima Trinità del Pordenone, opera di Giuseppe Moretto e databile intorno al 1598. Altre opere di rilievo sono le statue la Vergine del Rosario di Enrico Chiaradia e della Madonna di Domenico Rupolo.

### Campanile
Il campanile è opera di Giuseppe Vido, nativo di Stevenà.